# Megachile terrestris
Megachile terrestris är en biart som beskrevs av Carlos Schrottky 1902. Megachile terrestris ingår i släktet tapetserarbin, och familjen buksamlarbin. Inga underarter finns listade i Catalogue of Life.